# Lista över Egyptens premiärministrar
Egyptens premiärminister är Egyptens regeringschef. Enligt konstitutionen är premiärministern ledaren för det största politiska partiet i den Egyptiska folkförsamlingen.
I slutet av 1970-talet hade Egypten flera problemregeringar som visade sig vara instabila på grund av maktkamper mellan presidenten och premiärministern. Men från 1981 till 2011 hade det Nationaldemokratiska partiet majoritet i folkförsamlingen vilket var till fördel för Egyptiska presidenten.
Egyptens nuvarande premiärminister är Moustafa Madbouly som är tillförordnad premiärminister sedan 7 juni 2018.

## Lista över Egyptens premiärminister

### Premiärminister före 1953
| Namn                             | Ämbetsperiod                          |
| -------------------------------- | ------------------------------------- |
| Zulfiqar Pasha                   | 1857 – 1858                           |
| Mustafa Pasha                    | 1858 – 1861                           |
| Zulfiqar Pasha                   | 1861 – 1864                           |
| Raghib Pasha                     | 1864 – 1866                           |
| Muhammad Sharif Pasha            | 1866 – 1867                           |
| Raghib Pasha                     | 1867 – 1868                           |
| Muhammad Sharif Pasha            | 1868 – 1872                           |
| Nubar Pasha                      | 1872 – 1872                           |
| Prins Muhammad Tawfiq Pasha      | 1872 – 1878                           |
| Nubar Pasha                      | 28 augusti 1878 – 10 mars 1879        |
| Prins Muhammad Tawfiq Pasha      | 10 mars – 7 april 1879                |
| Muhammad Sharif Pasha            | 7 april – 21 september 1879           |
| Riyad Pasha                      | 21 september 1879 – 10 september 1881 |
| Muhammad Sharif Pasha            | 14 juni 1881 – 4 februari 1882        |
| Mahmoud Sami al-Baroudi          | 4 februari – 18 juni 1882             |
| Raghib Pasha                     | 18 juni – 21 augusti 1882             |
| Muhammad Sharif Pasha            | 21 augusti 1882 – 7 januari 1884      |
| Nubar Pasha                      | 10 januari 1884 – 9 juni 1888         |
| Riyad Pasha                      | 9 juni 1888 – 12 maj 1891             |
| Mustafa Fahmi Pasha              | 12 maj 1891 – 15 januari 1893         |
| Hussein Fakhri Pasha             | 15 januari – 18 januari 1893          |
| Riyad Pasha                      | 18 januari 1893 – 16 april 1894       |
| Nubar Pasha                      | 16 april 1894 – 12 november 1895      |
| Mustafa Fahmi Pasha              | 12 november 1895 – 12 november 1908   |
| Boutros Ghali Pasha              | 12 november 1908 – 23 februari 1910   |
| Muhammad Said Pasha              | 23 februari 1910 – 5 april 1914       |
| Hussein Rushdi Pasha             | 5 april 1914 – 21 maj 1919            |
| Muhammad Said Pasha              | 21 maj – 19 november 1919             |
| Yusuf Wahba Pasha                | 19 november 1919 – 20 maj 1920        |
| Muhammad Tawfiq Nasim Pasha      | 20 maj 1920 – 16 mars 1921            |
| Adli Yakan Pasha                 | 16 mars 1921 – 1 mars 1922            |
| Abdel Khalek Sarwat Pasha        | 1 mars – 30 november 1922             |
| Muhammad Tawfiq Nasim Pasha      | 30 november 1922 – 15 mars 1923       |
| Abdel Fattah Yahya Ibrahim Pasha | 15 mars 1923 – 26 januari 1924        |
| Saad Zaghlul Pasha               | 16 januari – 24 november 1924         |
| Ahmed Ziwar Pasha                | 24 november 1924 – 7 juni 1926        |
| Adli Yakan Pasha                 | 7 juni 1926 – 26 april 1927           |
| Abdel Khalek Sarwat Pasha        | 26 april 1927 – 16 mars 1928          |
| Mustafa an-Nahhas Pasha          | 16 mars – 27 juni 1928                |
| Muhammad Mahmoud Pasha           | 27 juni 1928 – 4 oktober 1929         |
| Adli Yakan Pasha                 | 4 oktober 1929 – 1 januari 1930       |
| Mustafa an-Nahhas Pasha          | 1 januari 1930 – 20 juni 1930         |
| Ismail Sidqi Pasha               | 20 juni 1930 – 22 september 1933      |
| Abdel Fattah Yahya Ibrahim Pasha | 22 september 1933 – 15 november 1934  |
| Muhammad Tawfiq Nasim Pasha      | 15 november 1934 – 30 januari 1936    |
| Ali Maher Pasha                  | 30 januari 1936 – 9 maj 1936          |
| Mustafa an-Nahhas Pasha          | 9 maj 1936 – 29 december 1937         |
| Muhammad Mahmoud Pasha           | 29 december 1937 – 18 augusti 1939    |
| Ali Maher Pasha                  | 18 augusti 1939 – 28 juni 1940        |
| Hassan Sabry Pasha               | 28 juni – 14 november 1940            |
| Hussein Sirri Pasha              | 15 november 1940 – 5 februari 1942    |
| Mustafa an-Nahhas Pasha          | 5 februari 1942 – 10 oktober 1944     |
| Ahmed Maher Pasha                | 10 oktober 1944 – 24 februari 1945    |
| Mahmoud an-Nuqrashi Pasha        | 26 februari 1945 – 17 februari 1946   |
| Ismail Sidqi Pasha               | 17 februari – 9 december 1946         |
| Mahmoud an-Nuqrashi Pasha        | 9 december 1946 – 28 december 1948    |
| Ibrahim Abdel Hadi Pasha         | 28 december 1948 – 26 juli 1949       |
| Hussein Sirri Pasha              | 26 juli 1949 – 12 januari 1950        |
| Mustafa an-Nahhas Pasha          | 12 januari 1950 – 27 januari 1952     |
| Ali Maher Pasha                  | 27 januari – 2 mars 1952              |
| Ahmad Naguib Hilali Pasha        | 2 mars – 2 juli 1952                  |
| Hussein Sirri Pasha              | 2 juli 1848 – 22 juli 1952            |
| Ahmad Naguib Hilali Pasha        | 22 juli – 23 juli 1952                |
| Ali Maher Pasha                  | 23 juli – 7 september 1952            |
| Muhammad Naguib                  | 7 september 1952 – 18 juni 1953       |

| Nr                                                   | Porträtt        | Namn (Född-Död)                                                     | Mandatperiod      | Mandatperiod              | Politiskt parti               |
| ---------------------------------------------------- | --------------- | ------------------------------------------------------------------- | ----------------- | ------------------------- | ----------------------------- |
| Republiken Egyptens premiärministrar (1953–1958)     |                 |                                                                     |                   |                           |                               |
| (31)                                                 |                 | Muhammad Naguib محمد نجيب (1901–1984) (1:a mandatperioden)          | 18 juni 1953      | 25 februari 1954          | Militär / Frigörelseförbundet |
| 32                                                   |                 | Gamal Abdel Nasser جمال عبد الناصر (1918–1970) (1:a mandatperioden) | 25 februari 1954  | 8 mars 1954               | Militär / Frigörelseförbundet |
| (31)                                                 |                 | Muhammad Naguib محمد نجيب (1901–1984) (2:a mandatperioden)          | 8 mars 1954       | 18 april 1954             | Militär / Frigörelseförbundet |
| (32)                                                 |                 | Gamal Abdel Nasser جمال عبد الناصر (1918–1970) (2:a mandatperioden) | 18 april 1954     | 23 juni 1956              | Militär / Frigörelseförbundet |
| (32)                                                 | 23 juni 1956    | Gamal Abdel Nasser جمال عبد الناصر (1918–1970) (2:a mandatperioden) | 22 februari 1958  | Nationella unionen        |                               |
| Förenade arabrepubliken premiärministrar (1958–1971) |                 |                                                                     |                   |                           |                               |
| (32)                                                 |                 | Gamal Abdel Nasser جمال عبد الناصر (1918–1970) (2:a mandatperioden) | 22 februari 1958  | 29 september 1962         | Nationella unionen            |
| 33                                                   |                 | Ali Sabri على صبرى (1920–1991)                                      | 29 september 1962 | 1 december 1962           | Nationella unionen            |
| (33)                                                 | 1 december 1962 | Ali Sabri على صبرى (1920–1991)                                      | 3 oktober 1965    | Arabsocialistiska unionen |                               |
| 34                                                   |                 | Zakaria Mohieddin زكريا محيى الدين (1918–2012)                      | 3 oktober 1965    | 10 september 1966         | Arabsocialistiska unionen     |
| 35                                                   |                 | Muhammad Sedki Sulayman محمد صدقي سليمان (1919–1996)                | 10 september 1966 | 19 juni 1967              | Arabsocialistiska unionen     |
| (32)                                                 |                 | Gamal Abdel Nasser جمال عبد الناصر (1918–1970) (3:e mandatperioden) | 19 juni 1967      | 28 september 1970         | Arabsocialistiska unionen     |
| 36                                                   |                 | Mahmoud Fawzi محمود فوزى (1900–1981)                                | 21 oktober 1970   | 2 september 1971          | Arabsocialistiska unionen     |
| Arabrepubliken Egyptens premiärministrar (1971- )    |                 |                                                                     |                   |                           |                               |
| (36)                                                 |                 | Mahmoud Fawzi محمود فوزى (1900–1981)                                | 2 september 1971  | 17 januari 1972           | Arabsocialistiska unionen     |
| 37                                                   |                 | Aziz Sedki عزيز صدقي (1920–2008)                                    | 17 januari 1972   | 26 mars 1973              | Arabsocialistiska unionen     |
| 38                                                   |                 | Anwar Sadat أنور السادات (1918–1981) (1:a mandatperioden)           | 26 mars 1973      | 25 september 1974         | Arabsocialistiska unionen     |
| 39                                                   |                 | Abd El Aziz Muhammad Hegazi عبد العزيز محمد حجازي (1923-2014)       | 25 september 1974 | 16 april 1975             | Arabsocialistiska unionen     |
| 40                                                   |                 | Mamdouh Salem ممدوح سالم (1918–1988)                                | 16 april 1975     | 2 oktober 1978            | Arabsocialistiska unionen     |
| 41                                                   |                 | Mustafa Khalil مصطفى خليل (1920–2008)                               | 2 oktober 1978    | 15 maj 1980               | Nationaldemokratiska partiet  |
| (38)                                                 |                 | Anwar Sadat أنور السادات (1918–1981) (2:a mandatperioden)           | 15 maj 1980       | 6 oktober 1981            | Nationaldemokratiska partiet  |
| 42                                                   |                 | Hosni Mubarak حسنى مبارك (1928-2020)                                | 7 oktober 1981    | 2 januari 1982            | Nationaldemokratiska partiet  |
| 43                                                   |                 | Ahmad Fuad Mohieddin أحمد فؤاد محيي الدين (1926–1984)               | 2 januari 1982    | 5 juni 1984               | Nationaldemokratiska partiet  |
| 44                                                   |                 | Kamal Hassan Ali كمال حسن علي (1921–1993)                           | 17 juli 1984      | 4 september 1985          | Nationaldemokratiska partiet  |
| 45                                                   |                 | Ali Lutfi Mahmud على لطفي محمود (1935-2018)                         | 4 september 1985  | 10 november 1986          | Nationaldemokratiska partiet  |
| 46                                                   |                 | Atef Sedki عاطف محمد نجيب صدقي (1930–2005)                          | 10 november 1986  | 4 januari 1996            | Nationaldemokratiska partiet  |
| 47                                                   |                 | Kamal Ganzouri كمال الجنزوري (1933-2021) (1:a mandatperioden)       | 4 januari 1996    | 5 oktober 1999            | Nationaldemokratiska partiet  |
| 48                                                   |                 | Atef Ebeid عاطف محمد عبيد (f. 1932)                                 | 5 oktober 1999    | 14 juli 2004              | Nationaldemokratiska partiet  |
| 49                                                   |                 | Ahmed Nazif أحمد نظيف (f. 1952)                                     | 14 juli 2004      | 31 januari 2011           | Nationaldemokratiska partiet  |
| 50                                                   |                 | Ahmed Shafik أحمد محمد شفيق (f. 1941)                               | 31 januari 2011   | 3 mars 2011               | Obunden                       |
| 51                                                   |                 | Essam Sharaf عصام عبد العزيز شرف (f. 1952)                          | 3 mars 2011       | 7 december 2011           | Obunden                       |
| (47)                                                 |                 | Kamal Ganzouri كمال الجنزوري (1933-2021) (2:a mandatperioden)       | 7 december 2011   | 26 juli 2012              | Obunden                       |
| 52                                                   |                 | Hesham Qandil هشام قنديل (f. 1962)                                  | 26 juli 2012      | 3 juli 2013               | Obunden                       |
|                                                      |                 | Hazem Al Beblawi حازم عبد العزيز الببلاوي (f. 1936) (Tillförordnad) | 16 juli 2013      | 1 mars 2014               | Obunden                       |
|                                                      |                 | Ibrahim Mahlab إبراهيم محلب (f. 1936) (Tillförordnad)               | 1 mars 2014       | 17 juni 2014              | Obunden                       |
| 53                                                   |                 | Ibrahim Mahlab إبراهيم محلب (f. 1949)                               | 17 juni 2014      | 19 september 2015         | Obunden                       |
| 53                                                   |                 | Sherif Ismail شريف إسماعيل (f. 1955)                                | 19 september 2015 | 7 juni 2018               | Obunden                       |
|                                                      |                 | Moustafa Madbouly (f. 1966)                                         | 7 juni 2017       | Innehar ämbetet           | Obunden                       |

### Fotnoter
1. ↑  Tvingades att avgå efter att andra kabinettministrar avgått i protest mot Camp David-avtalen
2. ↑  Avskedad av president Hosni Mubarak till följd av den Egyptiska revolutionen
3. 1 2  Avgick under den Egyptiska revolutionen

- Hegazi död - Ahram